# Hayford Peirce
Hayford Peirce (Bangor, 7 de enero de 1942 - Tucson, 19 de noviembre de 2020) fue un escritor estadounidense de ciencia ficción, misterios y thrillers. Asistió a la Phillips Exeter Academy y recibió su licenciatura en Harvard College. Escribió numerosos cuentos para las revistas de ciencia ficción Analog, Galaxy y Omni, así como también cortos de misterio para Alfred Hitchcock's Mystery Magazine y Ellery Queen's Mystery Magazine. La mayoría de sus historias son de tono alegre y satírico, con elementos de humor negro y ocasionalmente una gravedad sorprendente. 
La Encyclopedia of Science Fiction dice que "estableció un nombre para los cuentos escritos a la ligera cuyos trasfondos estaban inusualmente bien concebidos".

## Biografía
Peirce se crio en una familia de ricos propietarios de tierras madereras que eran cultivados y excéntricos. Su padre, también llamado Hayford, una autoridad reconocida en el arte bizantino, escribió varios libros sobre el tema en francés. Su madre, Polly, era una posible dramaturga y propietaria de una casa de juegos de verano. Su tío, Waldo Peirce, fue un destacado pintor estadounidense y personaje bohemio. Peirce asistió, sin gran distinción, a Exeter, Stanford y Harvard.
A los 22 años se casó con una chica de Tahití y se mudó a Tahití, donde vivió durante los siguientes 23 años. En varias ocasiones fue copropietario, ya veces contador, de una fábrica de botones de nácar, un centro de jardinería, una lavandería de una hora y un negocio de importación. Peirce comenzó a escribir en 1974, con la venta de "Unlimited Warfare", un cuento de ciencia ficción a la revista Analog. La historia es típica de las historias bastante cortas, algo sardónicas y de humor negro que escribió durante varios años. Se necesita una premisa poco probable: Inglaterra libra una guerra no declarada contra Francia destruyendo sus viñedos, mientras que Francia toma represalias y finalmente gana la guerra destruyendo el suministro de té del mundo, y la trata de una manera aparentemente inexpresiva pero caprichosa. La escritura es clara y directa, inspirada en la de su autora favorita, Evelyn Waugh, con ocasionales matices alegres de PG Wodehouse y Raymond Chandler. 
En 2017, The Motley Fool publicó un artículo financiero que describe cómo Peirce se convirtió en un "millonario de dividendos" al invertir en acciones con altos dividendos durante un período de 22 años.

## Carrera de escritura
Aunque es muy improbable en sus tramas, todas las historias de Peirce encajan en la categoría de ciencia ficción en lugar de fantasía, como lo demuestra el hecho de que fueron publicadas en su mayoría en la revista Analog de ciencia ficción dura. Ben Bova, el editor de Analog ganador de varios premios Hugo, lo alentó mucho en sus escritos. Fue Bova quien sugirió que expandiera una breve carta de broma enviada a Bova en lo que resultaron ser cinco historias en la popular serie Chap Foey Rider. "Chap Foey Rider", el nombre de un hombre de negocios anglo-chino en la ciudad de Nueva York que recibe la invitación de la Tierra para unirse a la Unión Postal Galáctica, es en realidad un anagrama del nombre del autor.
A medida que avanzaba la carrera de Peirce, sus historias se volvieron aún más imbuidas de sátira e ironía, culminando en dos historias escritas a principios de la década de 1980, "Tomando el quinto" y "El torturador reacio". El extenso "Taking the Fifth" examina el proceso y las consecuencias de promover primero, y luego lograr, una Enmienda a la Constitución estadounidense que permitiría el uso de testimonio en la corte derivado de la aplicación de un suero de la verdad infalible sobre presuntos delincuentes. "El Torturador Renuente" considera las consecuencias no deseadas para la ciudad de San Francisco, y para el desafortunado protagonista, de contratar a un Torturador Municipal para lidiar -al menos inicialmente- con aquellos terroristas que amenazan con destruir la ciudad. Varias de estas historias se reimprimieron en antologías como las mejores historias de ciencia ficción del año, la quinta colección anual y lo mejor de Omni Science Fiction. 
En 1987 Tor publicó su primera novela, Napoleon Disentimed, una historia de universo paralelo y viajes en el tiempo de cierta complejidad. Está escrito con el ingenio, la ironía y la jovialidad característicos de Peirce y es casi wodehousiano en su locura y complicaciones de la trama. Pronto siguieron dos novelas más. The Thirteenth Majestral, posteriormente reeditado como Dinosaur Park, fue otra novela compleja sobre viajes en el tiempo, pero esta vez escrita, tanto en estilo como en tema, a la manera un tanto rococó del gran estilista de ciencia ficción Jack Vance. Phylum Monsters, escrito en primera persona, era mucho más sencillo que los dos primeros libros, pero quizás incluso más loco en su trama, además de tener un final inesperadamente conmovedor. Phylum Monsters de 1989 emplea la ingeniería genética de una manera irónicamente irreverente".
Todos estos libros fueron traducidos a varios idiomas y gozaron de cierto éxito en Europa y Rusia, pero ninguno de ellos fue un éxito comercial en el mercado estadounidense y Peirce volvió a escribir cuentos, expandiéndose también al campo del misterio. Basándose en sus años en Tahití, escribió dos series de cuentos de misterio, principalmente para Mystery Magazine de Ellery Queen. Una serie presenta a un detective privado estadounidense (y ex legionario extranjero) en Tahití, Joe Caneili, y sus aventuras bastante picarescas. El resto está protagonizado por el comisario Tama, el hombre más gordo de Tahití y jefe de policía de Papeete, su capital. Ambos están escritos en el estilo rápido pero evocador que Peirce usa en su ciencia ficción e involucran tramas inverosímiles que son exclusivas de Tahití, como la caída de un banquero tras la entrega de su propio ataúd a la puerta de su casa, o la desaparición completa de una casa cuidadosamente construida desde sus cimientos a raíz de un huracán. Muestra ricas evocaciones de la cultura tahitiana modernizada y el exuberante paisaje polinesio son elementos importantes en estas historias.
Escribió varias novelas que fueron publicadas por Tor y otras por Wildside Press. Se han traducido a varios idiomas. Típicos de ellos son Napoleon Disentimed y Blood on the Hibiscus. Su único thriller de espías, escrito en Londres en 1968 en el apogeo de la manía ficticia de los espías, fue The Bel Air Blitz.
Muchos de los cuentos de Peirce se refieren a protagonistas en curso. En el campo de la ciencia ficción ha habido colecciones de sus historias de Chap Foey Rider, Capitalist to the Stars, de sus historias de Jonathan White, Stockbroker in Orbit, y de sus historias de Sam Fearon, Time Scanner. En el campo del misterio, ha tenido dos colecciones sobre protagonistas que viven en Tahití, el comisario Tama, jefe de policía, y Joe Caneili, detective privado.
Peirce también colaboró con David M. Alexander en historias que han aparecido en Analog.

## Fallecimiento
El 19 de noviembre de 2020, Peirce fue encontrado en estado crítico en su casa en Tucson, Arizona con una herida de bala autoinfligida; su esposa, Wanda Zhang Peirce, fue encontrada muerta en el lugar en "un posible asesinato suicida", según la policía. Peirce fue hospitalizado y posteriormente murió. Su esposa es la ex propietaria de Wanda Z's Chinese, un restaurante en Oro Valley.

### Ciencia ficción
- Napoleon Disentimed, Tor Books (1987), ISBN 0-8125-4898-1.
- The Thirteenth Majestral (1989), reeditado como Dinosaur Park (1994), ISBN 0-8125-4892-2.
- Phylum Monsters, Tor Books (1989), ISBN 0-8125-4894-9.
- Chap Foey Rider, Capitalist to the Stars (2000) (colección de cuentos).
- Jonathan White, corredor de bolsa en Orbit (2001) (colección de cuentos).
- La rebaba en el jardín del Edén, Wildside Press (2001), ISBN 1-58715-277-0 (publicado por primera vez en Alemania como Ein Paradies mit Tücken, (1998), Heyne).
- Sam Fearon: Time Scanner (2001) (colección de cuentos).
- Flickerman, Wildside Press (2001).
- La chispa de la vida, Wildside Press (2001).
- Black Hole Planet, Betancourt & Company (2003), ISBN 1-59224-935-3.
- Aliens, Betancourt & Company (2003) (colección de cuentos).
- With a Bang, and Other Forbidden Delights (2005) (colección de cuentos)
- La decimotercera muerte de Yuri Gellaski, Wildside Press (2005), ISBN 0-8095-8944-3.
- En las llamas del Flickerman, Wildside Press (2011), ISBN 978-1-4344-3037-3.

### Misterios y thrillers de espías
- Problemas en Tahití: Sangre en el hibisco (2000).
- Problemas en Tahití: investigador privado Joe Caneili, Discrétion Assurée (2000).
- Problemas en Tahití: comisario Tama, jefe de policía (2000).
- Problemas en Tahití: Los asesinatos de Gauguin (2001).
- El bombardeo de Bel Air (2002).